# Kommunalvalg i Favrskov Kommune
Herunder ses en liste over, alle de kommunalvalg, som er blevet afviklet i Favrskov Kommune siden sammenlægningen i 2007.

## Kommunalvalg 2005
Uddybende artikler: Politik i Favrskov Kommune og Kommunal- og regionsrådsvalg 2005.

### Resultat
Uddybende artikel: Sammenlægningsudvalget i Favrskov Kommune.
|  | 038,50 |

|  | 32,60 |

|  | 10,60 |

|  | 5,80 |

|  | 5,20 |

|  | 4,70 |

|  | 1,70 |

|  | 0,80 |

|  | 0,10 |

Kilde: Fintællingsresultat fra KMD Valg

## Kommunalvalg 2009
Uddybende artikler: Politik i Favrskov Kommune og Kommunal- og regionsrådsvalg 2009.

### Resultat
Uddybende artikel: Byrådet i Favrskov Kommune 2010-2013.
|  | 36,20 |

|  | 033,70 |

|  | 9,90 |

|  | 8,60 |

|  | 5,60 |

|  | 3,10 |

|  | 2,10 |

|  | 0,90 |

Kilde: Fintællingsresultat fra KMD Valg

## Kommunalvalg 2013
Uddybende artikler: Byrådet i Favrskov Kommune 2014-2017, Politik i Favrskov Kommune og Kommunal- og regionsrådsvalg 2013.

### Valgkampen
De politiske kommentatorer, anså valget i Farvskov Kommune, for at være et "præsidentvalg" mellem to kandidater; daværende borgmester Nils Borring (A), og tidligere borgmester, Anders G. Christensen (V). Udover de to, stillede de konservative med en kandidat, daværende teknik- og miljøudvalgsformand Charlotte Green (C).
Ifølge Danmarks Radio, måtte nogle af de vigtigste valgtemaer blive, at Favrskov Kommune er samlingskommune, der ikke har en egentlig hovedby. Favrskov Kommune blev i 2007 til, ved en sammenlægning af Hadsten, Hammel, Hinnerup og Hvorslev kommuner, samt dele af Langå Kommune. Ifølge Johannes Reimer, har der altid ligget en "konkurrence under overfladen" mellem de tre største byer, Hadsten, Hinnerup og Hammel, hvor førstnævnte er den største. Det blev ikke bedre, nu hvor kommunen har været i gang med en harmoneringsproces, der blandt andet har haft til formål, at privatiserer boligvejene i Hammel, ligesom det allerede var i de tre andre tidligere kommuner. I Hinnerup mener man, at den lokale svømmehal bliver overset i forhold til svømmehallen i Hammel.
Venstres spidskandidat, Anders G. Christensen, der tidligere har været borgmester i kommunen 2006-2008, og de konservative, mente desuden, at borgmester Nils Borring (A), ikke havde arbejdet nok med, at få købt nyt jord til byggegrunde. Nils Borring (A) henviste dog til, at kommunen havde genoprettet en solid økonomi, efter flere år med underskud.
Lokalredaktøren på FavrskovPosten, Kian Johansen, betegnede valget, som et af de mest spændende kommunalvalg i årtier, og han har tegnet et portræt af de to kandidater, hvori han betegner kandidaterne således:
- Nils Borring (A), uddannet folkeskolelærer: »(...) en rund, diplomatisk og velformuleret mand, der har formået at bredt flertal. Selvfølgelig, når det går hans vej. Fjender, eller folk, der virkelig har slået sig på ham, siger selvfølgelig også, at han er hård. (...)«[7]
- Anders G. Christensen (V), landbrugsuddannelse: »(...) Anders er også en god gedigen politiker, der har været nævnt, som næstformandskandidat i Venstre. Han har noget pondus. Han er tidligere godsforvalter ved Kollerup Gods, nær Hadsten. Så er han landbrugsuddannet, så han kan godt være lidt "kejtet". Han er utrolig synlig i vores lokalområde, og han gennem sig borgmesterperiode formået at sætte Favrskov på Danmarkskortet. (...)«[7]

De to største partier, Venstre og Socialdemokraterne, havde begge 10 mandater, efter tidligere borgmester i Hadsten Kommune, Anna-Grethe Dahl, forlod Socialdemokraterne i 2011. Her vurderede Kian Johansen derfor, at det bliver en spændende kamp, der afgøres af, hvilke af de små partier, de to kandidater kan tiltrække. Det gælder bl.a. Socialistisk Folkeparti, Konservative Folkeparti, der begge har haft plads før valget, samt Liberal Alliance, Enhedslisten og De Radikale Venstre. Kian Johansen anså dog de tre sidstnævnte partiers mulighed, for at være »særdeles lille«, selvom Enhedslisten dog blev givet en mulighed på landstendensen.

### Valgaftenen
Der blev afholdt en fælles valgaften i InSide − Hammel Kulturhus.

### Resultat
Uddybende artikel: Byrådet i Favrskov Kommune 2014-2017.
|  | 42,90 |

|  | 031,20 |

|  | 7,30 |

|  | 6,30 |

|  | 4,00 |

|  | 3,60 |

|  | 2,90 |

|  | 1,40 |

|  | 0,30 |

|  | 0,10 |

Kilde: Fintællingsresultat fra KMD Valg